# Chris Chelios
Temple de la renommée : 2013
Temple de la renommée de l'IIHF : 2018
Temple de la renommée américain : 2011
Chris Chelios (né Christos Kostas Tselios, le 25 janvier 1962 à Chicago) est un joueur américain de hockey sur glace. Il évoluait au poste de défenseur durant sa longue carrière de 26 ans dans la LNH.
Il a reçu de nombreux prix en plus de remporter trois coupes Stanley.
En 1998, il est classé au 40e rang des cent meilleurs joueurs de l'histoire de la ligue selon le magazine The Hockey News.

## Carrière
Chelios est né à Chicago, Illinois, le 25 janvier 1962 et a été élevé par ses parents d'origine grecque, Gus et Susan Chelios. Ils vivaient à Evergreen Park, Illinois. Il fréquente le lycée Mount Carmel. 
En 1977, il  voit s'évaporer ses possibilités de jouer au hockey lorsque sa famille et lui déménage à Poway, en Californie. Incapable de jouer au hockey au secondaire, Chelios n'est recruté par aucun collège américain. Sa seule offre de bourse est venue de l'Université internationale des États-Unis de San Diego, la seule division de hockey de la Division I de la NCAA. Cependant, lorsque Chelios est arrivé sur le campus en 1979, il s'est vite rendu compte qu'il était dans le mauvais environnement, face à des joueurs plus grands avec une expérience de hockey junior beaucoup plus importante. Il a finalement été exclu de l'équipe et envisage de quitter le hockey. 
Au lieu de cela, Chelios tente sa chance au Canada. De 1979 à 1981, il joue pour les Canucks de Moose Jaw dans la Ligue de hockey junior de la Saskatchewan. Il a été rétrogradé deux fois à des équipes juniors B. Il atteint un bas fond au point où il doit emprunter de l'argent à des étrangers pour rentrer chez lui en Californie. Il a dit: « Je n'étais ni plus grand ni meilleur que les autres gars, donc ils n'allaient pas prendre un gars des États-Unis, alors qu'ils pouvaient avoir un gars du coin.» Finalement, il se développe avec cette équipe de 1979 à 1981.
Lors de la deuxième ronde du repêchage d'entrée dans la LNH de 1981, il est repêché par les Canadiens de Montréal en 40e position. Il joue deux ans pour le Badgers du Wisconsin de l'Université du Wisconsin de la WCHA.
En tant que l'un des meilleurs joueurs collégiaux du pays, il a été sélectionné pour l' équipe des États-Unis au Championnat du monde junior de hockey sur glace de 1982.
En 1983, il est nommé dans le All-Tournament Team et dans la seconde équipe d'étoiles WCHA.
Chelios fut membre de l'équipe américaine pour les Jeux olympiques d'hiver de 1984 à Sarajevo, en Yougoslavie. Il fait partie de l'équipe américaine à la Coupe Canada de 1984.

### Début professionnel avec les Canadiens (1984-1990)
Repêché en 1981 par les Canadiens de Montréal, il fait ses débuts à 22 ans dans la LNH, soit le 8 mars 1984. Il joue alors douze matchs en saison régulière et quinze en séries éliminatoires.
Il réussit néanmoins à se distinguer par son jeu et en 1985, il est nommé dans l'équipe d'étoiles recrues. Cette année-là, il enregistre 64 points en 74 parties, un très bon score pour un défenseur. Lors des séries éliminatoires il amasse 10 points et termine avec un différentiel de +17.
Pendant la saison 1985-1986, il ne joue que 41 parties. Cependant, il gagne sa première coupe Stanley.
Suivent deux autres bonnes saisons, mais Chelios éclate réellement lors de la saison 1988-1989. Il inscrit 73 points en 80 matchs avec un différentiel de +35. Il est nommé dans la première équipe d'étoiles de la LNH et gagne le trophée James-Norris.
Lors de la saison 1989-1990, il ne joue que 53 matchs.
Alors qu'il se trouve avec Gary Suter, ils sont pris à faire du grabuge et sont mêlés à une altercation avec des policiers à l'extérieur d'un bar à Madison au Wisconsin. Le 29 juin 1990, Chelios est accusé de s'être battu avec deux policiers qui tentaient de l'arrêter pour avoir uriné en public près d'un bar de Madison au Wisconsin, d'après une plainte criminelle,.

### Blackhawks de Chicago (1990-1999)
Le lendemain des accusations portées à son endroit, soit le 29 juin 1990, il est échangé aux Blackhawks de Chicago avec un choix de repêchage de 2e ronde contre Denis Savard, après avoir joué 402 rencontres dans l’uniforme de Montréal.
Dans sa première saison avec Chicago, où il prend le numéro 7 au lieu du 24 déjà porté par un coéquipier, il continue à marquer son score habituel de points, 64 cette saison-là, et est nommé dans la seconde équipe d'étoiles de la LNH.
Après une saison légèrement moins impressionnante côté points, il retrouve la grande forme au cours de la saison 1992-1993. Il marque 73 points et gagne le trophée James-Norris pour la deuxième fois, et en 1996 il le reçoit pour la dernière fois de sa carrière. Il est le capitaine des Blackhawks de Chicago de 1995 à 1999.
En 1994, lors du lock-out de la LNH, Chelios s’engage avec le HC Bienne en première division suisse, mais à cause une blessure au adducteurs, il ne joue que 3 matchs.
À partir de 1999, Chelios commence à sentir le poids des années. À 37 ans, ses performances commencent à baisser et il n'est plus la force offensive et défensive qu'il avait été.

### Red Wings de Détroit (1999-2009)
Le 23 mars 1999, il est échangé aux Red Wings de Détroit contre Anders Eriksson et deux premiers choix de repêchage.

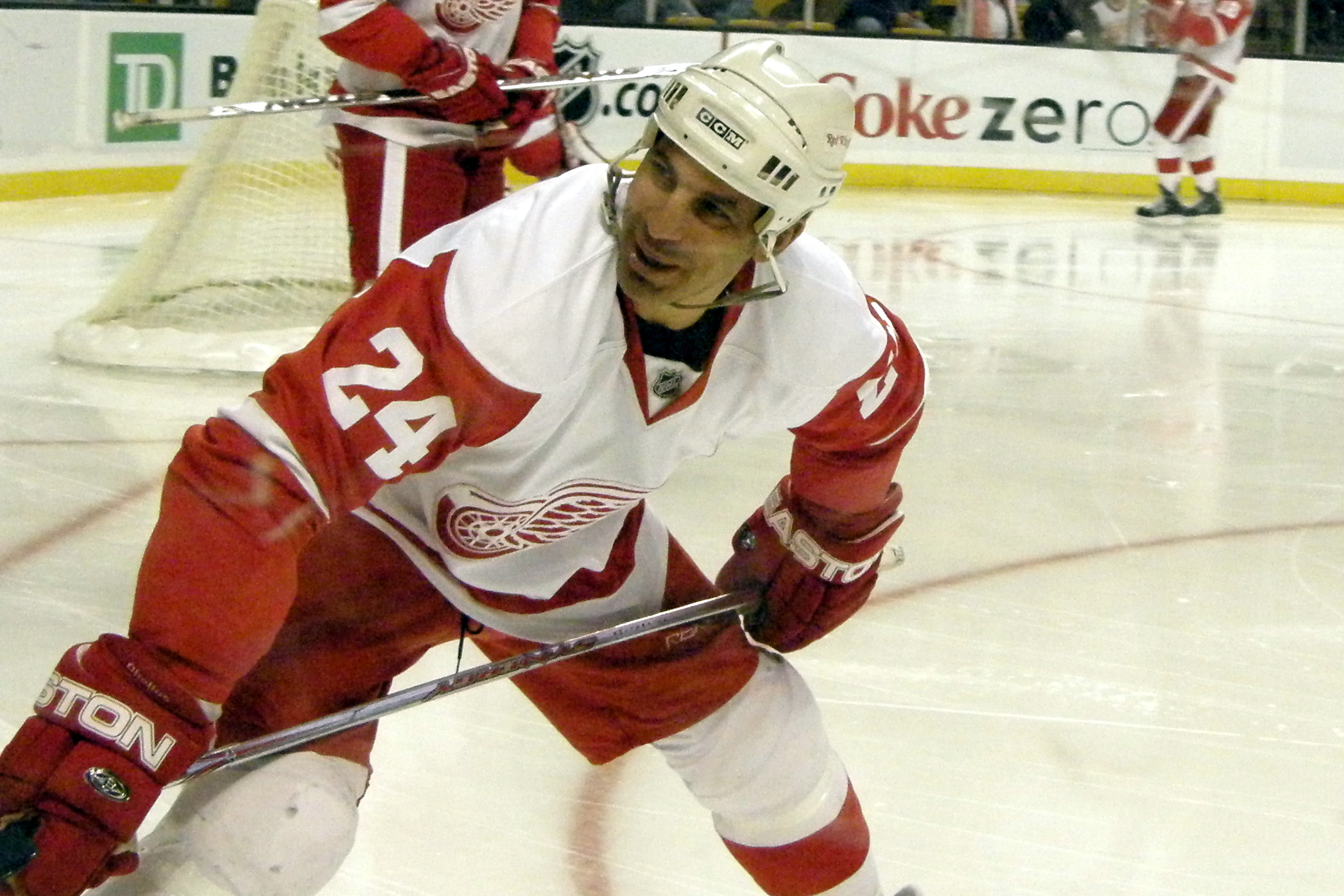
Chelios sous les couleurs des Red Wings.

Le transfert vers Detroit où il a moins de responsabilités, l'aide à jouer proche de son meilleur niveau. En 2002, grâce à son différentiel de +40 (le meilleur de la ligue), il est une nouvelle fois nommé dans la première équipe d'étoiles de la LNH. Il joue aussi avec les États-Unis qui remportent la médaille d'argent aux Jeux olympiques d'hiver de 2002 et est nommé dans l'équipe d'étoiles du tournoi. Le point culminant de sa saison est le gain de sa seconde coupe Stanley grâce à une victoire contre les Hurricanes de la Caroline.
En 2004, en raison du lock-out, Chelios ainsi que ses coéquipiers Derian Hatcher et Kris Draper, décide de jouer pour les Mechanics de Motor City, une équipe évoluant en UHL et basée à Fraser au Michigan. Il est critiqué pour sa décision car l'UHL avait un salaire maximum dans ses règles, mais en même temps il était contre un plafond salarial en LNH.
Le 4 août 2005, à 43 ans, il signe un contrat supplémentaire d'un an avec les Red Wings.
Le 1er février 2006, Chelios est nommé à nouveau capitaine de l'équipe olympique de hockey des États-Unis, après 1998 à Nagano et 2002 à Salt Lake City.
Le 12 juin 2007, Chelios signe un nouveau contrat d'un an avec les Red Wings de Détroit. En janvier 2008, à 46 ans, il devient le deuxième plus vieux joueur à avoir évolué dans la LNH derrière Gordie Howe.
Le 11 avril 2008, il devient le joueur ayant disputé le plus grand nombre de matchs en séries éliminatoires devant Patrick Roy.
Après s'être fracturé le tibia droit contre les Canadiens de Montréal lors d'un match de pré-saison, il fait son retour avec les Red Wings le 13 décembre 2008 contre les Coyotes de Phoenix, pour la vingt-cinquième saison de sa carrière dans la LNH.

### Fin de carrière
N'ayant pas trouvé preneur à l'été 2009 alors qu'il est agent libre, il rejoint les Wolves de Chicago de la LAH, club affilié aux Thrashers d'Atlanta. Ces derniers lui font une offre de contrat le 2 mars 2010.
Après avoir gagné trois trophées James-Norris, joué 11 Matchs des étoiles et été nommé dans sept premières ou secondes équipe d'étoiles de la LNH, il annonce sa retraite sportive en 2010, après 25 saisons et 1 651 matches dans la LNH. Il prend sa retraite après 1 651 matchs dans la LNH, ce qui le place alors comme le premier américain et le cinquième joueur ayant disputé le plus de rencontres dans la LNH derrière Gordie Howe, Mark Messier, Ron Francis et Mark Recchi.
En 2013, il est intronisé au Temple de la renommée.
Le 7 juin 2017, Chelios quitte les Red Wings à titre d'entraîneur-adjoint à la suite d'un commun accord. Il était en poste depuis la saison 2015-2016.

## Carrière internationale
Il participe aux Jeux olympiques d'hiver avec l'équipe des États-Unis de hockey sur glace en 1984, 1998, 2002 et 2006.
En octobre 2004, il s'entraîne avec l'équipe américaine de bobsleigh à la suite de l'invitation de participer aux Jeux olympiques d'hiver de 2006 dans l'équipe grecque de bobsleigh.

## Statistiques
Pour les significations des abréviations, voir Statistiques du hockey sur glace.
| Saison     | Équipe                   | Ligue      |      | Saison régulière | Saison régulière | Saison régulière | Saison régulière | Saison régulière |    | Séries éliminatoires | Séries éliminatoires | Séries éliminatoires | Séries éliminatoires | Séries éliminatoires |
| Saison     | Équipe                   | Ligue      | PJ   | B                | A                | Pts              | Pun              | PJ               | B  | A                    | Pts                  | Pun                  |                      |                      |
| 1981-1982  | Badgers du Wisconsin     | WCHA       | 43   | 6                | 43               | 49               | 50               | -                | -  | -                    | -                    | -                    |                      |                      |
| 1982-1983  | Badgers du Wisconsin     | WCHA       | 45   | 16               | 32               | 48               | 62               | -                | -  | -                    | -                    | -                    |                      |                      |
| 1983-1984  | Canadiens de Montréal    | LNH        | 10   | 0                | 2                | 2                | 12               | 15               | 1  | 9                    | 10                   | 17                   |                      |                      |
| 1984-1985  | Canadiens de Montréal    | LNH        | 74   | 9                | 55               | 64               | 87               | 9                | 2  | 8                    | 10                   | 17                   |                      |                      |
| 1985-1986  | Canadiens de Montréal    | LNH        | 41   | 8                | 26               | 34               | 67               | 20               | 2  | 9                    | 11                   | 49                   |                      |                      |
| 1986-1987  | Canadiens de Montréal    | LNH        | 71   | 11               | 33               | 44               | 124              | 17               | 4  | 9                    | 13                   | 38                   |                      |                      |
| 1987-1988  | Canadiens de Montréal    | LNH        | 71   | 20               | 41               | 61               | 172              | 11               | 3  | 1                    | 4                    | 29                   |                      |                      |
| 1988-1989  | Canadiens de Montréal    | LNH        | 80   | 15               | 58               | 73               | 185              | 21               | 4  | 15                   | 19                   | 28                   |                      |                      |
| 1989-1990  | Canadiens de Montréal    | LNH        | 53   | 9                | 22               | 31               | 136              | 5                | 0  | 1                    | 1                    | 8                    |                      |                      |
| 1990-1991  | Blackhawks de Chicago    | LNH        | 77   | 12               | 52               | 64               | 192              | 6                | 1  | 7                    | 8                    | 46                   |                      |                      |
| 1991-1992  | Blackhawks de Chicago    | LNH        | 80   | 9                | 47               | 56               | 245              | 18               | 6  | 15                   | 21                   | 37                   |                      |                      |
| 1992-1993  | Blackhawks de Chicago    | LNH        | 84   | 15               | 58               | 73               | 282              | 4                | 0  | 2                    | 2                    | 14                   |                      |                      |
| 1993-1994  | Blackhawks de Chicago    | LNH        | 76   | 16               | 44               | 60               | 212              | 6                | 1  | 1                    | 2                    | 8                    |                      |                      |
| 1994-1995  | HC Bienne                | LNA        | 3    | 0                | 3                | 3                | 4                | -                | -  | -                    | -                    | -                    |                      |                      |
| 1994-1995  | Blackhawks de Chicago    | LNH        | 48   | 5                | 33               | 38               | 72               | 16               | 4  | 7                    | 11                   | 12                   |                      |                      |
| 1995-1996  | Blackhawks de Chicago    | LNH        | 81   | 14               | 58               | 72               | 140              | 9                | 0  | 3                    | 3                    | 8                    |                      |                      |
| 1996-1997  | Blackhawks de Chicago    | LNH        | 72   | 10               | 38               | 48               | 112              | 6                | 0  | 1                    | 1                    | 8                    |                      |                      |
| 1997-1998  | Blackhawks de Chicago    | LNH        | 81   | 3                | 39               | 42               | 151              | -                | -  | -                    | -                    | -                    |                      |                      |
| 1998-1999  | Blackhawks de Chicago    | LNH        | 65   | 8                | 26               | 34               | 89               | -                | -  | -                    | -                    | -                    |                      |                      |
| 1998-1999  | Red Wings de Détroit     | LNH        | 10   | 1                | 1                | 2                | 4                | 10               | 0  | 4                    | 4                    | 14                   |                      |                      |
| 1999-2000  | Red Wings de Détroit     | LNH        | 81   | 3                | 31               | 34               | 103              | 9                | 0  | 1                    | 1                    | 8                    |                      |                      |
| 2000-2001  | Red Wings de Détroit     | LNH        | 24   | 0                | 3                | 3                | 45               | 5                | 1  | 0                    | 1                    | 2                    |                      |                      |
| 2001-2002  | Red Wings de Détroit     | LNH        | 79   | 6                | 33               | 39               | 126              | 23               | 1  | 13                   | 14                   | 44                   |                      |                      |
| 2002-2003  | Red Wings de Détroit     | LNH        | 66   | 2                | 17               | 19               | 78               | 4                | 0  | 0                    | 0                    | 2                    |                      |                      |
| 2003-2004  | Red Wings de Détroit     | LNH        | 69   | 2                | 19               | 21               | 61               | 8                | 0  | 1                    | 1                    | 4                    |                      |                      |
| 2004-2005  | Mechanics de Motor City  | UHL        | 23   | 5                | 19               | 24               | 25               | -                | -  | -                    | -                    | -                    |                      |                      |
| 2005-2006  | Red Wings de Détroit     | LNH        | 81   | 4                | 7                | 11               | 108              | 6                | 0  | 0                    | 0                    | 6                    |                      |                      |
| 2006-2007  | Red Wings de Détroit     | LNH        | 71   | 3                | 8                | 11               | 34               | 18               | 1  | 6                    | 7                    | 12                   |                      |                      |
| 2007-2008  | Red Wings de Détroit     | LNH        | 69   | 3                | 9                | 12               | 36               | 14               | 0  | 0                    | 0                    | 10                   |                      |                      |
| 2008-2009  | Griffins de Grand Rapids | LAH        | 2    | 0                | 1                | 1                | 2                | -                | -  | -                    | -                    | -                    |                      |                      |
| 2008-2009  | Red Wings de Détroit     | LNH        | 28   | 0                | 0                | 0                | 18               | 6                | 0  | 0                    | 0                    | 2                    |                      |                      |
| 2009-2010  | Wolves de Chicago        | LAH        | 46   | 5                | 17               | 22               | 24               | 14               | 0  | 0                    | 0                    | 12                   |                      |                      |
| 2009-2010  | Thrashers d'Atlanta      | LNH        | 7    | 0                | 0                | 0                | 0                | -                | -  | -                    | -                    | -                    |                      |                      |
| Totaux LNH | Totaux LNH               | Totaux LNH | 1651 | 185              | 763              | 948              | 2891             | 266              | 31 | 113                  | 144                  | 423                  |                      |                      |

| Année | Équipe     | Compétition                 |   | PJ | B | A | Pts | Pun               |  | Résultat |
| 1982  | États-Unis | Championnat du monde junior | 7 | 2  | 1 | 3 | 10  | 6e place          |  |          |
| 1984  | États-Unis | Jeux olympiques             | 6 | 0  | 4 | 4 | 8   | 7e place          |  |          |
| 1984  | États-Unis | Coupe Canada                | 6 | 0  | 2 | 2 | 2   | 4e place          |  |          |
| 1987  | États-Unis | Coupe Canada                | 5 | 0  | 2 | 2 | 2   | 5e place          |  |          |
| 1991  | États-Unis | Coupe Canada                | 8 | 1  | 3 | 4 | 4   | Médaille d'argent |  |          |
| 1996  | États-Unis | Coupe du monde              | 7 | 0  | 4 | 4 | 10  | Médaille d'or     |  |          |
| 1998  | États-Unis | Jeux olympiques             | 4 | 2  | 0 | 2 | 2   | 6e place          |  |          |
| 2002  | États-Unis | Jeux olympiques             | 6 | 1  | 0 | 1 | 4   | Médaille d'argent |  |          |
| 2004  | États-Unis | Coupe du monde              | 5 | 0  | 1 | 1 | 6   | Demi-finale       |  |          |
| 2006  | États-Unis | Jeux olympiques             | 6 | 0  | 1 | 1 | 2   | 8e place          |  |          |

## Récompenses
- 1985-1986 : coupe Stanley (Canadiens de Montréal)
- 1988-1989 : trophée James-Norris
- 1992-1993 : trophée James-Norris
- 1995-1996 : trophée James-Norris
- 2001-2002 : médaille d'argent aux Jeux olympiques d'hiver
- 2001-2002 : coupe Stanley (Red Wings de Détroit)
- 2007-2008 : coupe Stanley (Red Wings de Détroit)